# Becard de capell
La becard de capell (Pachyramphus marginatus) és un ocell de la família dels titírids (Tityridae). Es troba a Colòmbia, Veneçuela, Perú, Bolívia, Brasil, Surinam, Guyana i Guaiana Francesa. Els seus hàbitats inclouen els boscos tropicals i subtropicals de frondoses humits de les terres baixes. El seu estat de conservació es considera de risc mínim.